# Блек-Оук (Арканзас)
Блек-Оук (англ. Black Oak) — місто (англ. town) в США, в окрузі Крейггед штату Арканзас. Населення — 233 особи (2020).

## Географія
Блек-Оук розташований за координатами 35°50′12″ пн. ш. 90°22′4″ зх. д. / 35.83667° пн. ш. 90.36778° зх. д. (35.836610, -90.367700).  За даними Бюро перепису населення США в 2010 році місто мало площу 1,16 км², уся площа — суходіл. В 2017 році площа становила 1,08 км², уся площа — суходіл.

## Демографія
Згідно з переписом 2010 року, у місті мешкали 262 особи в 102 домогосподарствах у складі 76 родин. Густота населення становила 226 осіб/км².  Було 119 помешкань (103/км²). 
Расовий склад населення:
| - 98,1 % — білих - 0,4 % — корінних американців - 1,5 % — осіб інших рас |

До двох чи більше рас належало 0,0 %. Іспаномовні складали 3,1 % від усіх жителів.
За віковим діапазоном населення розподілялося таким чином: 26,3 % — особи молодші 18 років, 62,2 % — особи у віці 18—64 років, 11,5 % — особи у віці 65 років та старші. Медіана віку мешканця становила 35,0 року. На 100 осіб жіночої статі у місті припадало 109,6 чоловіків;  на 100 жінок у віці від 18 років та старших — 101,0 чоловіків також старших 18 років.
Середній дохід на одне домашнє господарство  становив 47 512 долари США (медіана — 37 386), а середній дохід на одну сім'ю — 51 772 долари (медіана — 36 691). За межею бідності перебувало 16,1 % осіб, у тому числі 16,2 % дітей у віці до 18 років та 2,9 % осіб у віці 65 років та старших.
Цивільне працевлаштоване населення становило 110 осіб. Основні галузі зайнятості: освіта, охорона здоров'я та соціальна допомога — 24,5 %, будівництво — 20,0 %, сільське господарство, лісництво, риболовля — 10,9 %, роздрібна торгівля — 8,2 %.